# بوياركا
بوياركا (Боярка) هي مدينة في مقاطعة كيييفسكا في أوكرانيا.